# Szpetal Górny
Szpetal Górny – wieś w Polsce położona w województwie kujawsko-pomorskim, w powiecie włocławskim, w gminie Fabianki, granicząca bezpośrednio z Włocławkiem.
W latach 1973–1975 miejscowość była siedzibą gminy Szpetal Górny. W latach 1975–1998 miejscowość administracyjnie należała do województwa włocławskiego.

## Dawne nazwy
- Szpital
- Spetal
- Spethal
- Szpital
- Szpetal (obecna).

## Część wsi
| SIMC    | Nazwa                 | Rodzaj    |
| ------- | --------------------- | --------- |
| 1033964 | Droga do Kulin        | część wsi |
| 1033987 | Ignackowo             | część wsi |
| 1034001 | Krępiny               | część wsi |
| 1034024 | Marianka              | część wsi |
| 1034030 | Odłogi                | część wsi |
| 1034165 | Stanisławowo          | część wsi |
| 0862753 | Szpetal Górny-Kolonia | część wsi |

## Historia
Około 1240 r. z fundacji Boguszy z rodu Doliwów, wojewody mazowieckiego, w Szpetalu powstał klasztor cysterski i szpital pod wezwaniem św. Gotarda.
W 1329 r. ziemia dobrzyńska, gdzie leżały osady Szpetal Dolny i Szpetal Górny, została zdobyta przez Krzyżaków, następnie na mocy pokoju kaliskiego (1343) wróciła do Polski. Pod koniec XIV w. Władysław Opolczyk sprzedał ziemię dobrzyńską Krzyżakom. Do końca XIV wieku Szpetal Górny stanowił dobra zamku w Bobrownikach. Na mocy ugody w Raciążku (1404) ziemię dobrzyńską wykupiono z rąk krzyżackich i przekazano Polsce.
Jako pierwszy właściciel Szpetala Górnego w XVI wieku wymieniany jest Stanisław Chodorąski vel Chodowski vel Chodorkowski herbu Leszczyc, który posiadał tu murowany dwór obronny. Na początku XVIII wieku dobra ziemskie Szpital Górny i Szpital Dolny stanowiły własność Kazimierza Rutkowskiego, który przywilejem z 16 marca 1702 r. otrzymał od króla Augusta II w wieczyste posiadanie przewóz przez Wisłę od dóbr swoich Szpital Dolny i Górny do miasta Włocławka. 
Marian Rutkowski odziedziczył Szpetal Górny, Szpetal Dolny, Kulin, Suszyce, Skórzno, Krojczyn. Kościół został wzniesiony w 1806 r. staraniem dziedzica. Świątynia została zlokalizowana naprzeciw nieistniejącej już siedziby fundatora. W 1824 r. następuje utrata praw przewozu na Wiśle. W 1850 r. w drodze działów rodzinnych Ignacy Rutkowski syn Mariana nabywa dobra Szpital Górny i Dolny. W 1869 r. Artur Rutkowski kupuje dobra swojego ojca Ignacego. W 1886 r. majątek dziedziczy po śmierci Artura syn Zdzisław Artur Rutkowski.
Zdzisław Rutkowski na początku XX wieku wybudował nowy dwór w części centralnej parku na osi kościoła. W latach trzydziestych XX wieku A. Rutkowski sprowadził od ks. Radziwiłła z Wołynia ogrodnika Michała Malinowskiego. W tym czasie park uległ przebudowie. Przesadzono drzewa i dokonano nowych nasadzeń. Drzewa, krzewy i kwiaty sprowadzano z Berlina. W rejonie dworu, który stał na polanie, znajdowały się klomby kwiatowe i rozarium. Między stajnią a dworem znajdował się tzw. „ogródek francuski” z winną latoroślą. Znajdował się tam budynek do przechowywania owoców i warzyw. Główne wejście do parku umieszczono od strony południowej obok wejścia na teren zabudowy folwarcznej. Z dworu do kościoła wiodła „Aleja Kasztanowa”, która nie zachowała się. Wzdłuż północno-wschodniej granicy przebiegała aleja jesionów, wzdłuż szosy koło kościoła aleja obsadzona była lipami. Część wschodnia, poza terenem parkowym zabudowana była czworakami i ośmiorakami stanowiącymi mieszkania służby dworskiej i pracowników folwarcznych.
W czasie okupacji niemieckiej majątek został zarekwirowany przez najeźdźcę, we dworze zamieszkał komisarz niemiecki na okręg lipnowski. W czasie ucieczki Niemców spalone zostały dwór, spichlerze i stodoła. Po wyzwoleniu majątek uległ rozparcelowaniu, ogród i park przez kilka lat były dzierżawione przez Michała i Helenę Malinowskich.
W 1954 r. Szpetal Górny stał się siedzibą gromadzkiej rady narodowej, rok później gromadę tę włączono do powiatu włocławskiego. W 1972 r. powstała gmina w Szpetalu Górnym, którą w 1979 roku przemianowano na gminę Fabianki. 
31 marca 2021 roku we wsi mieszkało 2459 osób.

## Zabytki
Według rejestru zabytków NID na listę zabytków wpisane są:
- zespół kościoła parafialnego pw. św. Józefa, 1808-1809, nr rej.: A/481/1-3 z 25.03.1994:
  - kościół
  - kostnica
  - ogrodzenie z bramą
- zespół dworski, poł. XIX w., nr rej.: 280/91 z 16.04.1991:
  - dwór obronny, później lamus, XVI/XVII, XVIII–XIX
  - park, 2 poł. XIX w.
  - stajnia z wozownią
  - budynek inwentarski, obecnie magazyn, 1885.

## Wspólnoty wyznaniowe
- Kościół rzymskokatolicki:
  - parafia św. Józefa
- Świadkowie Jehowy:
  - zbór Szpetal Górny (Sala Królestwa ul. Świerkowa 5A)[9].

## Urodzeni w Szpetalu
- Józef Turski – generał brygady LWP, szef Departamentu Kadr MON, członek Ogólnopolskiego Komitetu Frontu Jedności Narodu w 1958 roku.
- Stanisław Turski poseł na Sejm PRL IV i V kadencji.
- Bronisław Baranowski - działacz socjalistyczny